# MTU
Maximum Transmission Unit (MTU) — термін, що в комп'ютерних мережах використовується для позначення максимального розміру блоку корисного навантаження пакету (в байтах), який можна передати на канальному рівні мережної моделі OSI.
Значення MTU залежать від комунікаційного інтерфейсу (мережна плата, послідовний порт, і т. д.).
Значення MTU може бути визначено стандартом (наприклад для Ethernet), або може вибиратися в момент установки з'єднання (звичайно у випадку прямих підключень типу «point-to-point»). Чим вище значення MTU, тим менше заголовків передається по мережі — отож вище й пропускна здатність. Однак повільні інтерфейси можуть передавати великий пакет значний час, збільшуючи час очікування для інших пакетів. Нижче подано таблицю основних значень MTU:
| Технологія                   | MTU         |
| ---------------------------- | ----------- |
| DIX Ethernet                 | 1500 байт   |
| Ethernet 802.3               | 1492 байт   |
| Token Ring (IBM, 16 Мбіт/c)  | 17 914 байт |
| Token Ring (802.5, 4 Мбіт/c) | 4464 байт   |
| FDDI                         | 4352 байт   |
| X.25                         | 576 байт    |